# Aberuchill Castle

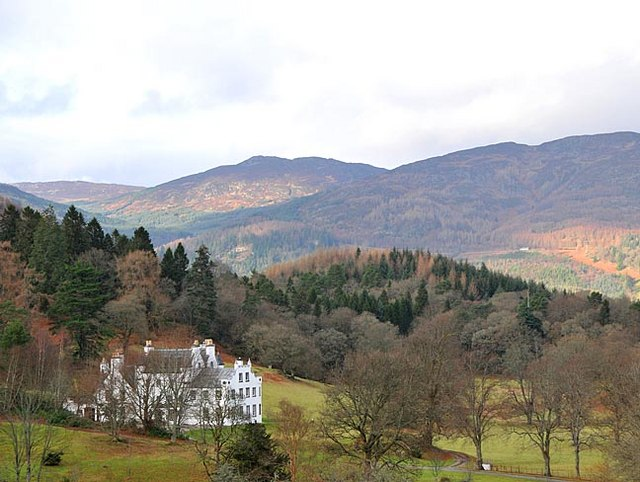
Aberuchill Castle

Aberuchill Castle ist ein Wohnturm drei Kilometer westlich des Dorfes Comrie in der schottischen Council Area Perth and Kinross. Historisch lag er in der traditionellen Grafschaft Perthshire. Der eigentliche Wohnturm stammt vom Beginn des 17. Jahrhunderts. Im 19. Jahrhundert wurde er umgebaut und erweitert. Der Wohnturm selbst ohne seinen Westflügel ist von Historic Scotland als historisches Bauwerk der Kategorie A gelistet. Das Anwesen ist im Inventory of Gardens and Designed Landscapes in Scotland gelistet.

## Geschichte
1596 wurden die Ländereien von Aberuchill der Familie Campbell aus Lawers zu Lehen gegeben. Der älteste Teil des Wohnturms stammt von 1602. 1642 erwarb Sir James Drummond Aberuchill Castle und bis 1858 wurde das Anwesen in der Familie weitervererbt. Den neogotischen Ostflügel ließen die Drummonds an den Wohnturm anbauen. Anfang des 19. Jahrhunderts wurden die Innenräume umgestaltet.
Im Jahre 1858 kaufte Sir David Dundas aus Dunira das Haus und verkaufte es 1864 weiter an George Dewhurst aus Lymm in Cheshire. Zwischen 1869 und 1874 wurden der Westflügel und weitere Anbauten errichtet, möglicherweise nach den Plänen von David Bryce.
William Mostyn-Owen erbte Aberuchill Castle 1947 nach dem Tod seines Vaters und lebte dort 1968 in „23 Zimmern oder so“ eines Flügels mit seiner Gattin, der italienischen Schriftstellerin Gaia Servadio, verkaufte es aber später.
Das Anwesen verkauften die Dewhursts in den 1980er-Jahren, es blieb aber in privater Hand. 2005 hörte man, dass der russische Stahltycoon Wladimir Sergejewitsch Lissin die Burg und ihr 120 Hektar großes Anwesen für £ 6,8 Mio. gekauft hätte.